# Серебряков Олексій Валерійович
Олексій Валерійович Серебряков (нар. 3 липня 1964, Москва, Російська РФСР) — радянський та російський актор. Заслужений артист Росії (1999). Народний артист Росії (2010).

## Життєпис
Народився 3 липня 1964 року в Москві.
У кіно потрапив випадково: його фотографію в 13-річному віці побачили у «Вечірній Москві» асистенти з підбору акторів популярного радянського серіалу «Вічний поклик». До закінчення школи на його рахунку було шість головних ролей.

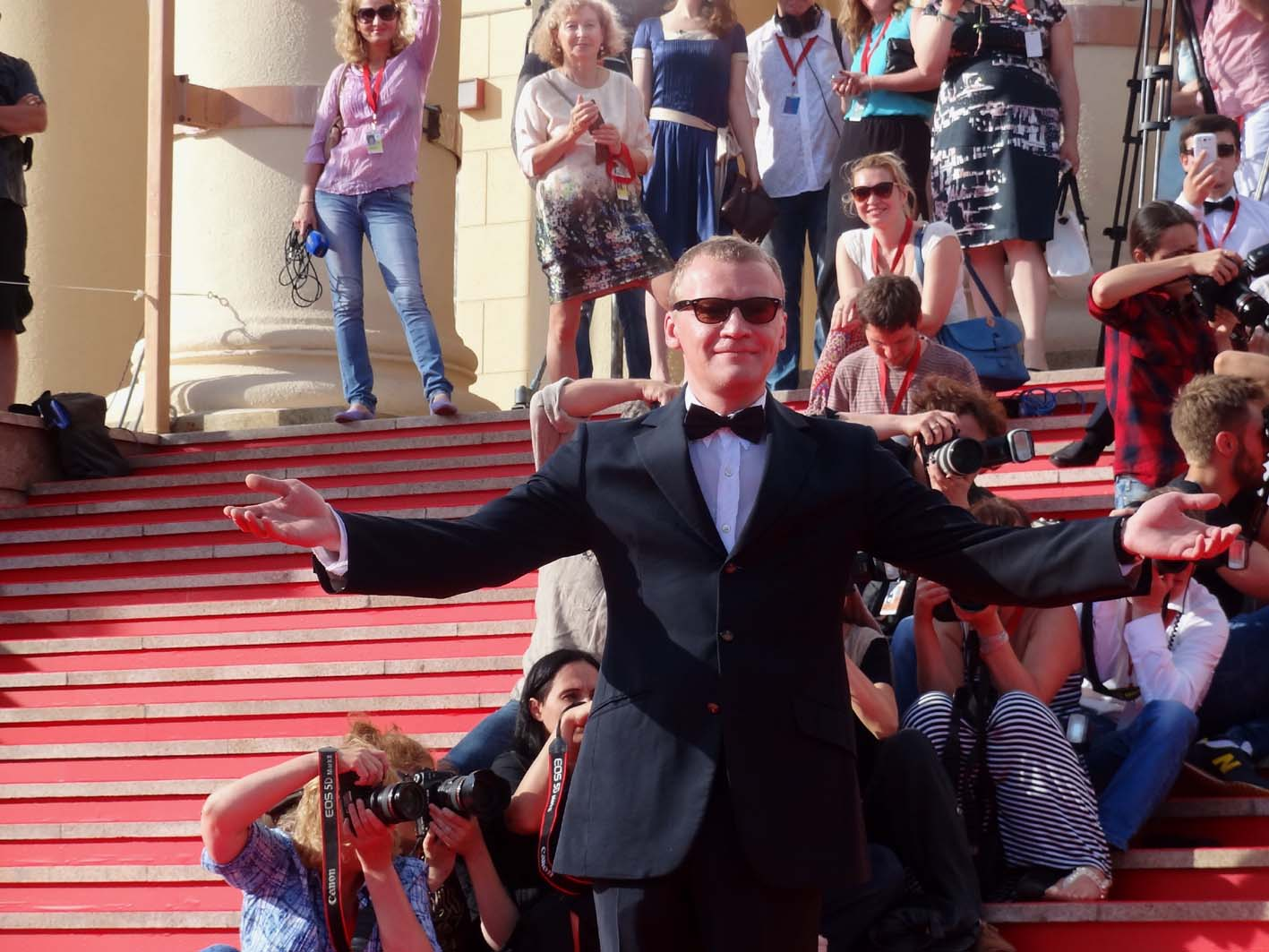
На церемонії закриття кінофестивалю «Кінотавр». Сочі, 2014 рік

У 1981 році був актором Сизранського драматичного театру, де пропрацював вісім місяців, потім повернувся в Москву.

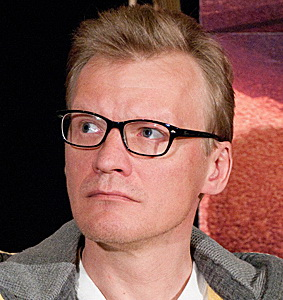
На прес-конференції, присвяченій виходу фільму «ПіраМММіда», 2011 рік

Закінчив Державний інститут театрального мистецтва (рос. ГИТИС) у 1986 році, де навчався на акторському факультеті в майстерні Олега Табакова. Після закінчення вишу у 1986 році працює в театрі «Табакерка» свого колишнього майстра.
Навіть у ненайкращі часи для пострадянського кінематографа регулярно знімався в помітних стрічках. У часи недавнього буму російського кінематографа інтенсифікував свою діяльність: тільки 2005-го знявся у 8 фільмах, серед яких «9-та рота» Федора Бондарчука.
Працює з такими режисерами, як-от Єгор Кончаловський («Втеча»), Олександр Рогожкін («Перегін»), Олексій Балабанов («Жмурки» та «Вантаж 200»), Валерій Тодоровський («Лещата»). Грав роль Мандрівника в дилогії «Залюднений острів» за романом братів Стругацьких, у фільмі Сергія Урсуляка «Ісаєв» за творами Юліана Семенова.
На початку 2012 року емігрував разом із сім'єю до Канади.

## Нагороди
- Премія «Кіношок» у номінації «Призи за найкращі ролі» за 1994 рік.
- Фестиваль «Віват, кіно Росії!» приз як найкращий виконавець чоловічої ролі у стрічці «Тести для справжніх чоловіків».

## Фільмографія
- 1980 «Червоні погони» — Володимир Ковальов, суворовець
- 1981 «Візьми очі в руки!» — Михайло Комаров
- 1985 «Тиха застава» — Коля Васьков, прикордонник
- 1986 «Звинувачується весілля» — Ігор
- 1989 «Фанат» — Малюк
- 1989 «Розпад» — Валерій
- 1989 «Смиренний цвинтар» — Мишко-студент
- 1990 «Повернення в Зурбаган»
- 1991 «Морський вовк»
- 1991 «Оголена в капелюсі»
- 1992 «Ескадрон»
- 1993 «Спосіб вбивства»
- 1993 «Ніч питань...»
- 1994 «Серп та Молот»
- 1999 «Тонка штучка»
- 2004 «Штрафбат»
- 2005 «9-та рота»
- 2005 «Втеча»
- 2005 «Піжмурки»
- 2006 «Консерви»
- 2006 «Перегін»
- 2006 «З Дону видачі немає»
- 2006 «Жерсть»
- 2007 «Лещата»
- 2007 «Глянець»
- 2007 «Вантаж 200»
- 2007 «Код Апокаліпсиса»
- 2008 «Населений острів» — Мандрівник
- 2009 «Населений острів. Сутичка» — Мандрівник
- 2010 «Золотий перетин» — Алекс
- 2010 «Зв'язок часів» — отець Михайло
- 2010 «Каденции» — Олег
- 2010 «Іванов» — Микола Олексійович Іванов
- 2010 «Військовий госпіталь» — Олег Вольт
- 2010 «Глухар в кіно» — Андрій Смирнов, найманий кілер
- 2011 «ПираМММида» — Мамонтов
- 2011 «Мисливці за діамантами» — Микола Шахов, слідчий
- 2011 «Жила-була одна баба» — Лобода
- 2011 «Біла гвардія» — Най-Турс
- 2011 «Синдром дракона» — Костянтин Запорожець
- 2012 «Снайпер 2. Тунгус» — Михайлов, старшина
- 2012 «Соло на саксофоні» — Саша Фролов
- 2013 «Агент» — Андрій Козирєв, «американець»
- 2013 «Ладога» — Сергієнко, капітан НКВС
- 2014 «Левіафан» — Микола Сергеєв
- 2015 «Метод» — Олексій Ануфрієв (Стрілець)
- 2015 «Фарца» — Востріков, батько Наді
- 2015 «Москва ніколи не спить» — Антон
- 2015 «Клінч» — Федоров, вчитель літератури
- 2016 «Квартет» — Кощій
- 2016 «Стіна» — Михайло Шеїн, смоленський воєвода
- 2016 «Лікар Ріхтер» — лікар Ріхтер
- 2017 «Легенда про Коловрата» — князь Юрій
- 2017 «Как Витька Чеснок вёз Лёху Штыря в дом инвалидов» —"Лёха Штырь (Алексей Юрьевич Чесноков)"
- 2018 «Ван Гоги» — Птіцин (Марк)
- 2018 «МакМафія» — Дмітрі Ґодман
- 2021 «Ніхто» — Юліан Кузнецов